# Каллифорд, Роберт
Роберт Каллифорд (англ. Robert Culliford) — британский пират, активно действовавший в 1690—1698 годах в Карибском, Красном, Южно-Китайском морях, а также Индийском океане. Какое-то время плавал с Дирком Чиверсом и Натаниэлем Нортом.
Каллифорда и некоторых других судили в мае 1701 года. Когда суд установил их вину, всех пиратов, кроме Каллифорда, повесили. Каллифорда спасло то, что он должен был давать показания на отдельном судебном процессе. После этого о нем перестали упоминать в документах, возможно, он поступил на службу в военно-морские силы.